# Liometopum miocenicum
Liometopum miocenicum är en myrart som beskrevs av Carpenter 1930. Liometopum miocenicum ingår i släktet Liometopum och familjen myror. Inga underarter finns listade i Catalogue of Life.